# Siemenshaus (Goslar)
La Siemenshaus est une maison à colombages située dans la ville allemande de Goslar, qui figure sur la liste du Patrimoine mondial de l'UNESCO. La bâtisse a été construite en 1692-93 par le marchand et gouverneur de la ville Hans Siemens. Sur la porte d'entrée, en bois sculpté ornemental, figure la devise du constructeur : ora et labora - prier et travailler.

## Famille Siemens
La famille Siemens, mentionnée pour la première fois en 1384, était composée de laboureurs et de maîtres artisans respectés qui occupaient des postes de direction dans les guildes de Goslar au début du XVIIe siècle. Elle donna à la ville impériale libre quatre maires. Une branche de la famille a fondé la société Siemens en 1847.

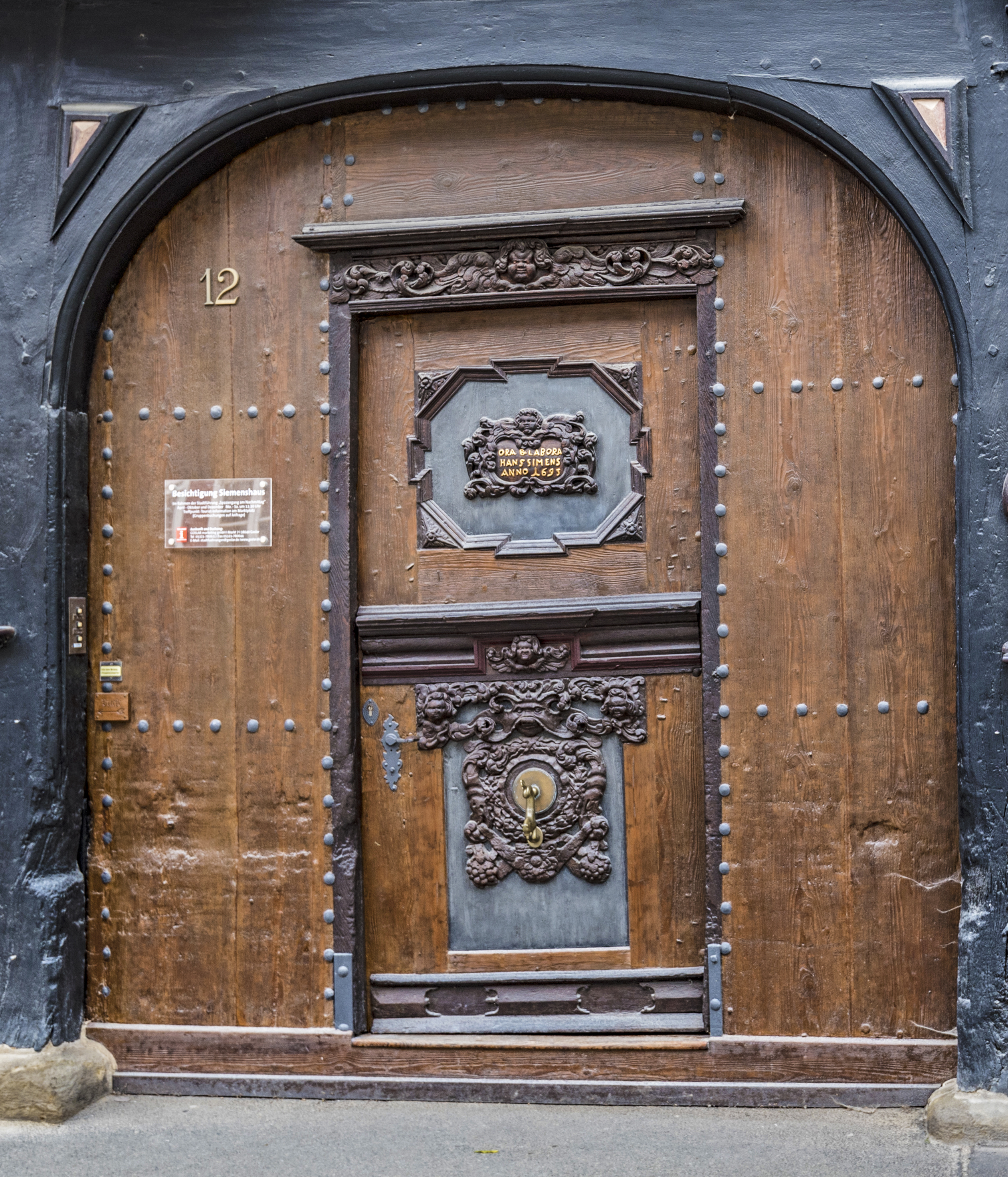
Porte d'entrée de la maison Siemens.

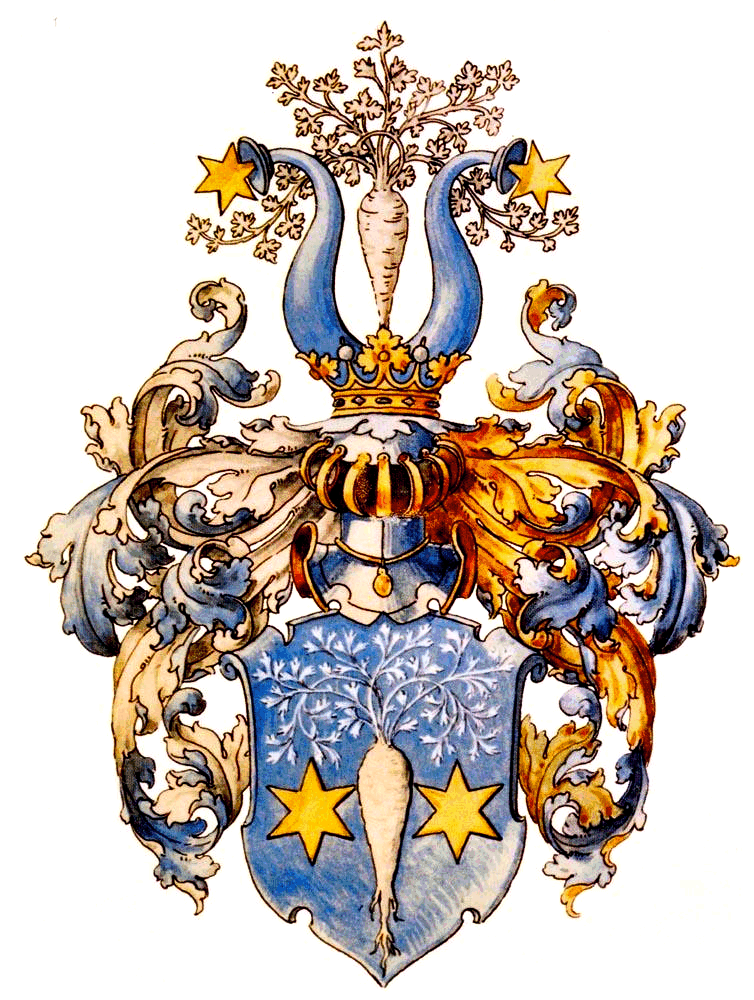
Armoiries (avec couronne aristocratique) de la famille Siemens.

## Littérature
- Hans-Martin Arnold : Siemens, Hans. Dans : Horst-Rüdiger Jarck (Ed.) : Braunschweigisches Biographisches Lexikon - 8. à 18. Siècle. Appelhans Verlag, Brunswick 2006  (ISBN 3-937664-46-7), p. 654.
- Frank Wittendorfer : Siemens. Dans : Nouvelle biographie allemande. Tome 24 : Schwarz – Stader. Duncker & Humbold, Berlin 2010, urn, p. 369–370 (scan daten.digitale-sammlungen.de ou transcription deutsche-biographie.de).

## Liens web
- siemenshaus.de